# Egennavn
Et egennavn, eller proprium, er et ord for et unikt væsen eller en unik ting i modsætning til appellativer, der er fælles betegnelse for flere ens ting. 
Eksempler på proprier er personnavnet Mathias og stednavnet Glyngøre.

## Stort begyndelsesbogstav
På dansk skrives egennavne ofte med stort begyndelsesbogstav. I danske person-, virksomheds-, eller stednavne, der består af flere ord, skrives det første bogstav i hvert ord ofte med stort, såsom: Peter Maler, Glyngøre Kommune eller Børnehave Tornerose.
Denne regel gælder ikke nødvendigvis for udenlandske mærkenavne eller navne, som: iPhone, Markis de Sade og Peter la Cour. Af danske varianter ses eksempelvis supermarkedskæden føtex.

### Sammensætninger
Sammensætninger, der indeholder et egennavn, men som ikke i sig selv er egennavne, kan skrives med stort eller lille begyndelsesbogstav, fx Volbeatfan eller volbeatfan og Antarktisekspert eller  antarktisekspert. Fast indarbejdede sammensætninger anbefales at skrives med småt, fx danmarkshistorie og amagerdragt. For fast indarbejdede sammensætninger uden tydelig forbindelse med det oprindelige udtryk skrives altid med småt, fx amagermad og napoleonskage.

### Afledninger
Afledninger til egennavne, herunder demonymer, og sammensætninger skrives som hovedregel med lille begyndelsesbogstav, fx københavner og grundtvigianer.